# ضاري السويط
ضاري السويط لاعب كرة قدم سعودي.

## مسيرة اللاعب
لعب سابقاً في نادي الباطن ونادي الزلفي ونادي الغوطة ونادي النجوم ونادي عفيف ونادي قرية العليا.